# Ute Minke-Koenig
Ute Minke-Koenig (ur. 3 kwietnia 1943 w Poczdamie) – niemiecka dyplomatka i urzędniczka konsularna.
Jest absolwentką romanistyki i amerykanistyki. Była zatrudniona w niemieckiej służbie zagranicznej, m.in. pełniąc funkcję urzędnika w ambasadach w Delhi, Bernie, Hadze i Libreville, radcy w stałym przedstawicielstwie przy OECD w Paryżu (1996), konsula w konsulacie generalnym w Nowym Jorku, konsula generalnego w Gdańsku (2005–2008), skąd przeszła na emeryturę.

## Źródła zewnętrzne
- Niemiecka konsul w Toruniu